# Eutermiphora tropicola
Eutermiphora tropicola är en tvåvingeart som beskrevs av Ronald Henry Lambert Disney och Yves Roisin 2000. Eutermiphora tropicola ingår i släktet Eutermiphora och familjen puckelflugor. Inga underarter finns listade i Catalogue of Life.